# Paracryphiaceae
Paracryphiaceae Airy Shaw, 1965 è una famiglia di piante angiosperme eudicotiledoni, l'unica appartenente all'ordine Paracryphiales Takht. ex Reveal, 1992.

## Tassonomia
La famiglia comprende i seguenti generi:
- Paracryphia Baker f.
- Quintinia A.DC.
- Sphenostemon Baill.